# Jenne
Jenne è un comune italiano di 317 abitanti della città metropolitana di Roma Capitale nel Lazio. Fa parte della comunità montana Valle dell'Aniene.

## Geografia fisica

### Territorio

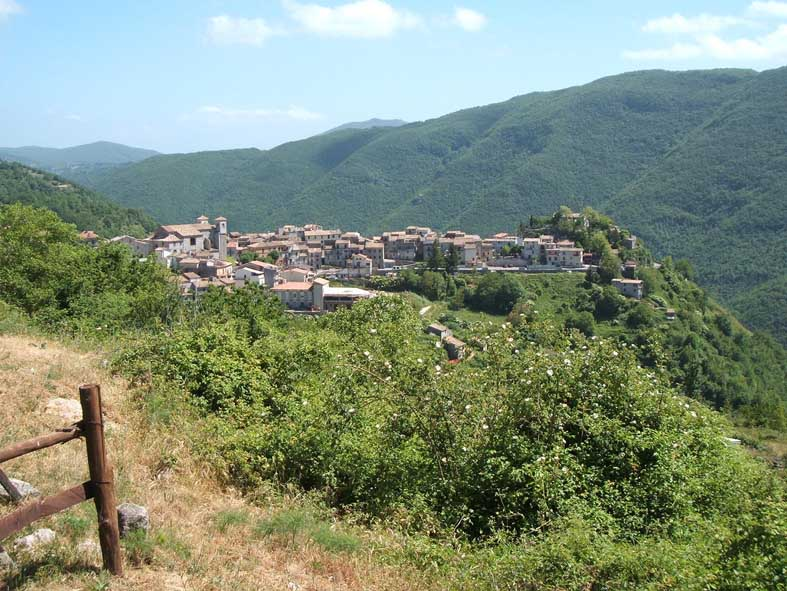
Il territorio jennese

Il territorio comunale è attraversato dal fiume Aniene.
Osservando i luoghi intorno a Jenne, si intuisce la sua natura contadina: storicamente, infatti, l'area montana del paese veniva intensamente coltivata anche fino a quote molto alte, come ad esempio in località Fondi di Jenne, ampio pianoro carsico sito a nord del centro urbano, a 1400 m s.l.m.
I contadini e i pastori sfruttavano l'esposizione a sud del Monte Pratiglio, garantendosi ottimi raccolti e generosi pascoli.

### Clima
- Classificazione climatica: zona E, 2788 GR/G

## Origini del nome
L'origine del nome "Jenne" è difficile da individuare e si perde, per dirla con Fogazzaro, "sepolta nella caligine de' secoli": secondo alcuni deriva dal latino Janua, ossia "ingresso", "porta", ad indicare la posizione dominante dell'abitato sulla valle dell'Aniene. Altre fonti ne indicano l'origine nella parola "Genna" (traducibile come "luogo freddo"), o anche "Gehenna", "le porte dell'inferno".
Quest'ultima possibilità sembra la più accreditata e sarebbe suffragata, secondo alcuni, dal nome delle profonde grotte carsiche ai piedi del monte Pratiglio, sulle cui pendici giace il paesino di Jenne: le "grotte dell'Inferniglio".
Difatti, la prima citazione storica della località è riscontrabile in una pergamena fatta redigere da papa Leone IX, la quale conferisce all'abbazia di Subiaco ed alle sue pertinenze (i suoi monti, colli e luoghi agresti) il toponimo di "Fundus Gehenna".

## Storia
Il primo documento che cita Jenne è un atto di donazione che il papa Leone IX fa del paese al monastero benedettino di Subiaco. In tale occasione l'abate del monastero, Umberto I, nel 1052-53 pose una lapide di marmo con l'epigrafe "Castrum Jennarorum" davanti all'ingresso del monastero di Santa Scolastica, citando Jenne tra i possedimenti del monastero.
Nel 1079 circa, Ildemondo dei Conti, comandante di una pattuglia di Normanni e di Longobardi assediò Jenne ove impose la resa l'invasore, Ildemondo si riappropriò così di Jenne.
Nel 1113 Jenne fu feudo di un certo Crescenzo, parente dell'abate Giovanni.
Nel 1116 i  seniores trebenses furono costretti a riconsegnare Jenne all'Abbazia, causa una sentenza.
Il feudo fu indi dell'abate Simone, più tardi di Filippo di Marano (nel 1176), un avo di Rinaldo II che divenne papa Alessandro IV.
Alla morte di Alessandro IV, il testamento spartì le proprietà tra i discendenti: Jenne passò così a Rinaldo III. Nel 1300 i figli di Rinaldo lasciarono Jenne al cardinale Francesco Caetani.
Nel 1639 il papa Urbano VIII dette "in perpetuo" Jenne all'Abbazia, mentre sotto il papa Benedetto IX il paese fece parte della Sacra Congregazione del Buon Governo di Roma.

## Monumenti e luoghi d'interesse

### Architetture religiose

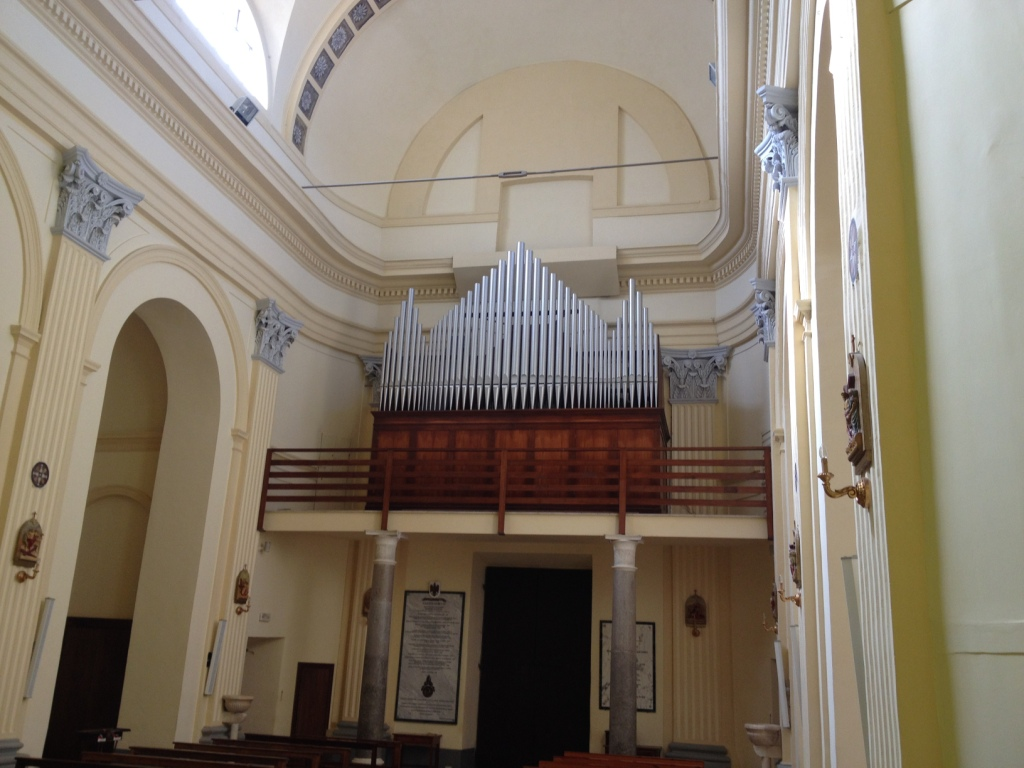
L'organo della chiesa di Sant'Andrea

Del castello rimane la cappella di Santa Maria in Arce con gli affreschi del Duecento ed una terracotta della Madonna del Cinquecento.
Della parrocchiale di Sant'Andrea Apostolo è visibile l'affresco con la Madonna, San Rocco e San Sebastiano.
La parrocchiale nuova di Sant'Andrea Apostolo fu edificata nel 1834 con materiale della precedente chiesa. L'interno è a croce latina e conservante la statua di San Rocco e un crocifisso di legno del Seicento.
La chiesa della Madonna delle Grazie ha invece all'interno a 2 navate del XIV e del XVIII secolo.
La chiesa di San Michele Arcangelo, restaurata nel 2002 fu costruita nel XII secolo, in località particolarmente suggestiva (frassetta) vicino al centro abitato. Al suo interno nell'abside centrale si può ammirare una pittura muraria raffigurante san Michele Arcangelo, opera realizzata dell'artista Ivana Pignalosa nel 2007.

### Architetture civili
La mola vecchia fu edificata dai monaci benedettini nell'XI secolo nei pressi in cui l'Aniene forma una conca paludosa, in località Inferniglio (di questa mola rimangono la stanza della molitura e l'inferno del carcerario.
Il mulino comunale risale all'inizio del Novecento ed è ancora aperto il primo lunedì del mese.

### Aree naturali
Jenne ospita la sede del parco naturale regionale Monti Simbruini di cui fa parte insieme ad altri sei comuni.
Una peculiarità naturalistica di Jenne è senz'altro la varietà di ambienti tipici dell'Appennino centrale:
- ambiente ripariale, lungo il fiume Aniene, che si snoda in una valle tortuosa e profonda dominata dal paese e dalla sua piccola Rocca Abbaziale, fluendo verso Subiaco. Oltre alla trota fario (Salmo trutta fario), tipica di questi luoghi, e al gambero di acqua dolce (Austropotamobius pallipes), noto indicatore biologico della purezza delle acque, ritroviamo qui le caratteristiche specie arboree degli ambienti umidi, come il salice bianco, il pioppo, il tiglio, il sambuco etc.;
- boschi misti di carpino, quercia, leccio, cerro ed altri, tra i 500 e i 1000 metri s.l.m.;
- ampie faggete oltre i 1000 metri s.l.m., molto omogenee, con presenza di tasso (Taxus baccata), sorbo degli uccellatori (Sorbus aucuparia) e acero montano (Acer pseudoplatanus).

Molte sono le specie animali che popolano il territorio jennese: dalla comunissima volpe rossa (Vulpes vulpes) al lupo appenninico (Canis lupus italicus), passando per gli ungulati come cervi, caprioli, cinghiali, fino ai piccoli mammiferi come le arvicole. L'habitat è favorevole anche per l'orso bruno marsicano (Ursus arctos marsicanus), che, con buona probabilità, attraversa spesso il territorio di Jenne in cerca di cibo. Del resto, Jenne dista circa 60 km dal Parco nazionale d'Abruzzo, Lazio e Molise, che ospita una popolazione di una trentina di esemplari di orso bruno marsicano.
Infine, il territorio di Jenne ospita svariate specie di uccelli rapaci diurni e notturni, quali la poiana (Buteo buteo), il falco pellegrino (Falco peregrinus), il grifone (Gyps fulvus) che è il più grande uccello europeo con i suoi 3 metri di apertura alare. Di notte si odono l'allocco (Strix aluco), il gufo comune (Bubo bubo), il barbagianni (Tyto alba) e molti altri.

## Società

### Evoluzione demografica
Abitanti censiti

### Etnie e minoranze straniere
Al 31 dicembre 2015 a Jenne risultavano residenti 5 cittadini stranieri (1,37%).

### Tradizioni e folclore
- Festa patronale di San Rocco il 16 agosto
- Fiera di merci e bestiame il 17 agosto
- Ballo della Pantasema a settembre

## Infrastrutture e trasporti

### Strade
Il comune è servito dalle seguenti strade provinciali della città metropolitana di Roma Capitale: 
- SP45/a del Sacro Speco
- SP36/c di Livata

Il comune è servito dalle seguenti strade provinciali della provincia di Frosinone: 
- SP193 dell'Altopiano

## Amministrazione

### Altre informazioni amministrative
- Fa parte della Comunità montana dell'Aniene

## Gemellaggi
- Montegalda

## Sport
- La squadra calcistica di Jenne inizia la sua storia come Polisportiva Jenne nel 1993, condotta dal presidente, natio di Jenne, Armeni Altemizio. Dopo anni di militanza nei campionati dilettanti, la Polisportiva Jenne acquista il titolo di Eccellenza dal Mentana, dando vita quindi al Mentana Jenne e continuando a militare nel campionato di Eccellenza laziale. La stessa dirigenza prosegue poi la sua attività con la ASD Villanova Calcio 1956, dovendo poi lasciare, come da regolamento FIGC, la vecchia denominazione. Nell'anno 2007 è stata costituita l'"A.S.D. Jenne", una squadra di ragazzi di Jenne che partono con il campionato di Terza Categoria.
- L'8 e il 9 settembre 2007 a Fondi di Jenne si sono tenuti i Campionati Italiani Long (lunga distanza), Sprint (corta distanza) e la 5ª prova di Coppa Italia di Orienteering[7].